# Quantico
Quantico és una població dels Estats Units a l'estat de Virgínia. Segons el cens del 2000 tenia 561 habitants.

## Demografia
Segons el cens del 2000, Quantico tenia 561 habitants, 295 habitatges, i 107 famílies. La densitat de població era de 3.094,3 habitants per km².
Dels 295 habitatges en un 19,7% hi vivien nens de menys de 18 anys, en un 21,4% hi vivien parelles casades, en un 11,2% dones solteres, i en un 63,4% no eren unitats familiars. En el 53,2% dels habitatges hi vivien persones soles el 9,2% de les quals corresponia a persones de 65 anys o més que vivien soles. El nombre mitjà de persones vivint en cada habitatge era d'1,9 i el nombre mitjà de persones que vivien en cada família era de 3,02.
Per edats la població es repartia de la següent manera: un 20,9% tenia menys de 18 anys, un 11,6% entre 18 i 24, un 39,8% entre 25 i 44, un 19,4% de 45 a 60 i un 8,4% 65 anys o més.
L'edat mediana era de 35 anys. Per cada 100 dones de 18 o més anys hi havia 130,1 homes.
Entorn del 22,4% de les famílies i el 21,4% de la població estaven per davall del llindar de pobresa.

## Poblacions més properes
El següent diagrama mostra les poblacions més properes.